# Traditionsübernahme
Die militärische Traditionsübernahme ist Bestandteil der Militärgeschichte, der Tradition und der Erinnerungskultur. Sie bezeichnet ein Brauchtum innerhalb der Traditionspflege beim Militär, bei dem die Insignien, die Truppenfahne, andere Gegenstände (Andenken) und zum Teil auch Bräuche einer aufgelösten Einheit von einer existierenden Organisation übernommen werden, die ihrerseits die Tradition weiterreichen kann. Teilweise entstehen dadurch Traditionslinien.

## Deutschland
Traditionsübernahmen waren in der deutschen Militärgeschichte üblich. Teilweise wurde sogar um das Recht zur Übernahme der Tradition langwierig verhandelt. Auffällig sind Ansammlungen von Traditionslinien bei einigen Einheiten (siehe Reiter-Regiment 18). Als Ursache sind persönliche Verbindungen bei abgebenden und annehmenden Einheiten naheliegend. Vorzugsweise werden Übernahmen von Einheiten erwähnt, deren Geschichte besonders lang ist oder die hervorragende militärische Leistungen erbracht haben.
- Für die Reichswehr wurde die Traditionspflege mit Wirkung zum 24. August 1921 vom damaligen Chef der Heeresleitung Generaloberst Hans von Seeckt für alle Einheiten der Reichswehr verfügt.
- Für Bundeswehr ist die Traditionspflege im Traditionserlass geregelt. Unter anderem bedingt durch diesen Erlass sind Traditionsgegenstände zahlreicher Einheiten in Ausstellungen oder Museen[2] übergegangen. Teilweise pflegen Traditionsvereine[3] das historische Andenken. Den Soldaten der Bundeswehr werden die Werte und Normen der freiheitlichen demokratischen Grundordnung im Rahmen der politischen Bildung vermittelt, die als gesetzlicher Auftrag in § 33 des Soldatengesetzes verankert ist. In diesem Rahmen findet als historisch-politische Bildung die Information zur Tradition statt.[4] Bis zum Jahr 2018 war die Übernahme von Traditionen aufgelöster Verbände untersagt. Mit dem neuen Erlass wurde Regelung insoweit modifiziert, dass die Übernahme von Traditionen der Verbände früherer Armeen weiterhin ausgeschlossen ist, Traditionen aufgelöster Bundeswehrverbände jedoch von Truppenteilen und Dienststellen übernommen werden können.[5]

Der Militärhistoriker Hans Bleckwenn hat unter anderem die Kavallerieregimenter in der Militärgeschichte des 18. Jahrhunderts dokumentiert. Seinen Aufzeichnungen sind Katalogisierungen wie die Liste der kursächsischen Regimenter der Frühen Neuzeit zu verdanken, mit deren Hilfe die Verfolgung von Traditionsübernahmen vereinfacht wird.

## Liste von Traditionsübernahmen in der deutschen Infanterie (unvollständig)
- Altpreußisches Infanterieregiment No. 8 (1806) gegründet 1677 Traditionsübernahme Grenadier-Regiment „König Friedrich Wilhelm IV.“ (1. Pommersches) Nr. 2, spätere Traditionsübernahme nach 5. (Preußisches) Infanterie-Regiment (Reichswehr)[6]
- das «Pionier-Lehr- und Versuchsbataillon 1» Traditionsübernahme des Sturm-Bataillons Nr. 5 (Rohr)[7][8]

## Liste von Traditionsübernahmen in der deutschen Kavallerie (unvollständig)
Bevor die Reichswehr im Jahre 1934 zur Wehrmacht wurde, sind bei den Reiter-Regimentern der Reichswehr zahlreiche Traditionsübernahmen verzeichnet. Folgende Traditionsübernahmen sind jeweils in der Geschichte der einzelnen Regimenter dokumentiert:
- Reiter-Regiment 3 in Rathenow, 2. Schwadron Traditionsübernahme des Husaren-Regiments „von Zieten“ (Brandenburgisches) Nr. 3 die Traditionslinie beginnt 1730; Berlinsches Husaren-Korps, Altpreußisches Husarenregiment H 2[9]
- Reiter-Regiment 3 in Stendal, 3. Eskadron, Traditionsübernahme des Magdeburgischen Husaren-Regiments Nr. 10
- Reiter-Regiment 4 in Potsdam, 1. Eskadron, 1934 Traditionsübernahme des Regiment der Gardes du Corps
- Reiter-Regiment 4 in Perleberg, 2. Eskadron, 1934 Traditionsübernahme des Garde-Kürassier-Regiment
- Reiter-Regiment 4 in Perleberg, 4. Eskadron, Traditionsübernahme des 2. Garde-Ulanen-Regiment
- Reiter-Regiment 5 in Belgard, 1. Eskadron, 1934 Traditionsübernahme des 1. Leib-Husaren-Regiments Nr. 1
- Reiter-Regiment 5 in Belgard, 1. Eskadron, 1934 Traditionsübernahme des 2. Leib-Husaren-Regiments „Königin Viktoria von Preußen“ Nr. 2 Traditionslinie: Altpreußisches Husarenregiment H 5
- Reiter-Regiment 7 in Lüben, 4. Eskadron, 1934 Traditionsübernahme des Kurmärkischen Dragoner-Regiments Nr. 14
- Reiter-Regiment 8 in Brieg, A. Eskadron, 1937 Traditionsübernahme des 3. Schlesisches Dragoner-Regiment Nr. 15
- Reiter-Regiment 10 in Züllichau, 3. Eskadron, 1934 Traditionsübernahme des Husaren-Regiments „König Humbert von Italien“ (1. Kurhessisches) Nr. 13
- Reiter-Regiment 12 in Großenhain, 2. Eskadron, Traditionsübernahme des 3. Königlich Sächsischen Husaren-Regiments Nr. 20
- Reiter-Regiment 12 in Dresden, 6. Eskadron, Traditionsübernahme des Garde-Reiter-Regiment (1. Schweres Regiment) die Traditionslinie beginnt 1680 als Regiment zu Roß Graf von Promnitz
- Reiter-Regiment 13 in Lüneburg, 3. Eskadron, 1937 Traditionsübernahme des 2. Hannoversches Dragoner-Regiment Nr. 16
- Reiter-Regiment 13 in Lüneburg, 4. Eskadron, Traditionsübernahme des 2. Hannoversches Dragoner-Regiment Nr. 16
- Reiter-Regiment 14 in Ludwigslust, A-Eskadron, 1937 Traditionsübernahme des 1. Großherzoglich Mecklenburgisches Dragoner-Regiment Nr. 17
- Reiter-Regiment 14 in Parchim, 2. Eskadron, 1937 Traditionsübernahme des 2. Großherzoglich Mecklenburgisches Dragoner-Regiment Nr. 18
- Reiter-Regiment 14 in Schleswig, 4. Eskadron, 1934 Traditionsübernahme des Braunschweigischen Husaren-Regiments Nr. 17
- Reiter-Regiment 15 in Schloss Neuhaus, A-Eskadron, Traditionsübernahme des Oldenburgischen Dragoner-Regiments Nr. 19
- Reiter-Regiment 15 in Schloss Neuhaus, 2. Eskadron, Traditionsübernahme des Husaren-Regiments „Kaiser Nikolaus II. von Russland“ (1. Westfälisches) Nr. 8 Traditionslinie später durch das Panzeraufklärungsbataillon 7 in Augustdorf fortgeführt[10]
- Reiter-Regiment 15 in Münster, 6. Eskadron, Traditionsübernahme des Kürassier-Regiment „von Driesen“ (Westfälisches) Nr. 4[11]
- Reiter-Regiment 17 in Ansbach, 2. Schwadron, Traditionsübernahme des 2. Bayerisches Ulanen-Regiment „König“ Traditionslinie später durch das I. Bataillon des Panzer-Regiments 25 in Erlangen fortgeführt
- Reiter-Regiment 17 in Straubing, 4. Schwadron, Traditionsübernahme des 2. Bayerisches Schwere-Reiter-Regiment „Erzherzog Franz Ferdinand von Österreich-Este“
- Reiter-Regiment 17 in Straubing, 4. Schwadron, Traditionsübernahme des 1. Bayerisches Schwere-Reiter-Regiment „Prinz Karl von Bayern“
- Reiter-Regiment 17 in Bamberg, Ausbildungs Schwadron, Traditionsübernahme des 2. Bayerisches Ulanen-Regiment „König“ Traditionslinie ab 1689 Taxisreiter[12]
- Reiter-Regiment 18 in (Ludwigsburg), 1. Eskadron, Traditionsübernahme des Dragoner-Regiment „Königin Olga“ (1. Württembergisches) Nr. 25 und des Ulanen-Regiment „König Wilhelm I.“ (2. Württembergisches) Nr. 20
- Reiter-Regiment 18 in (Ludwigsburg), 2. Eskadron, Traditionsübernahme des Ulanenregiment „König Karl“ (1. württembergisches) Nr.19
- Reiter-Regiment 18 in (Ludwigsburg), 3. Eskadron, Traditionsübernahme des 1. Badisches Leib-Dragoner-Regiment Nr. 20 und des 2. Badisches Dragoner-Regiment Nr. 21
- Reiter-Regiment 18 in (Ludwigsburg), 4. Eskadron, Traditionsübernahme des 3. Badisches Dragoner-Regiment „Prinz Karl“ Nr. 22 und des Dragoner-Regiment „König“ (2. württembergisches) Nr. 26